# تایترون

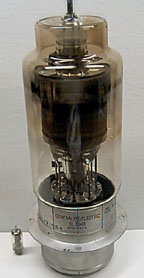
تریترون هیدروژنجی ای خیلی بزرگ، مورد استفاده در پالس رادار، در کنار تریترون کوچک 2D21 برای رله‌های تریگر در از جوک‌باکساستفاده شده. لامپ2D21 به اندازه ۲٫۱۲۵ اینچ بلند (۵٫۳۹۷۵ سانتی‌متر) است.

تایراترن یا تیراترون (thyratron) نوعی لامپ پر شده از گاز است که به عنوان کلید الکتریکی با قدرت بالا و یکسوکننده کنترل‌شده مورد استفاده قرار می‌گیرد. تریترون‌ها می‌توانند جریان‌های بسیار بیشتری نسبت به لامپ‌های خلأ سخت مشابه از خود عبور دهند. تکثیر الکترون هنگامی که گاز یونیزه می‌شود و پدیده‌ای به نام تخلیه تونزند ایجاد می‌شود، اتفاق می‌افتد. گازهای مورد استفاده شامل بخار جیوه، زنون، نئون و هیدروژن (در کاربردهای ویژه با ولتاژ بالا یا کاربردهایی که نیاز به زمان کلیدزنی بسیار کوتاه دارند) هستند. بر خلاف لامپ خلأ، تاتررون نمی‌تواند برای تقویت خطی سیگنال‌ها مورد استفاده قرار گیرد.
در دهه ۱۹۲۰ میلادی تیراترون‌ها از لامپ‌های خلأ اولیه مانند UV-200 بدست آمد که حاوی مقدار کمی گاز آرگون برای افزایش حساسیت آن به عنوان یک آشکارساز سیگنال رادیویی و لامپ رله ال ار اس آلمانی بود که شامل گاز آرگون نیز بود. گازیکسوسازهای، که پیش از لامپ‌های خلأ وجود داشت، مانند آرگون پر شده جنرال الکتریک «لامپ تنگار» و یکسوساز استخر جیوه کوپر-هییت، نیز تأثیرگذار بودند. ایروینگ لانگمویر و جی اس مایکل از جی ای معمولاً به عنوان اولین محققانی که در مورد یکسوسازی کنترل شده در لامپ‌های گازی در حدود سال ۱۹۱۴، مطالعه کردند، نامیده می‌شوند. اولین تریترون‌های تجاری در حدود سال ۱۹۲۸ پدیدار شدند.
اصطلاح "تریستور" از ترکیبی از "تایترون" و " ترانزیستور " گرفته شده‌است. از دهه ۱۹۶۰ تریستورها در اکثر کاربردهای کم توان و متوسط جایگزین تیراترون‌ها شدند.

## کاربردها

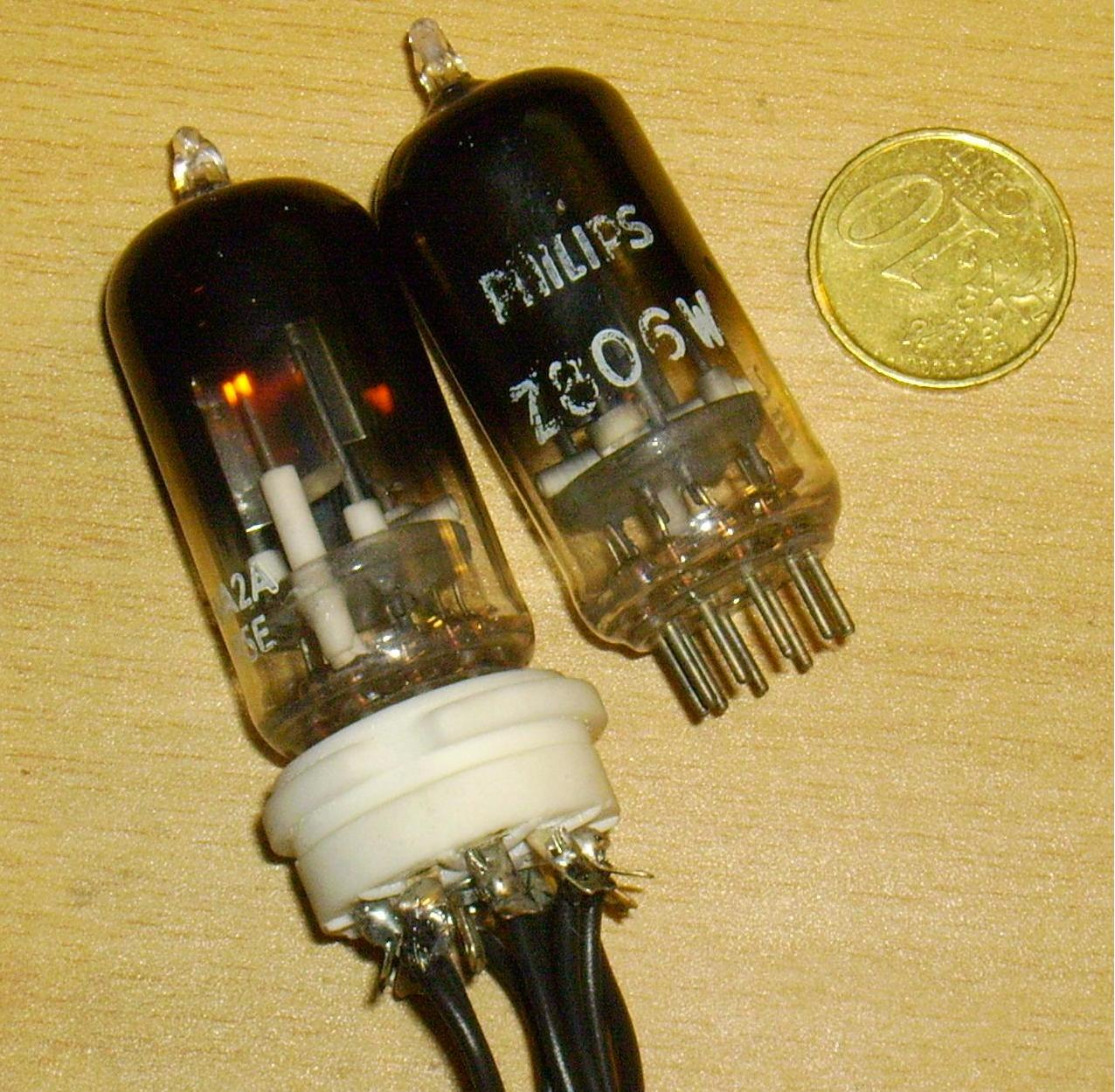
لامپ رله کمیاب Z806W که در آسانسورها قدیمی استفاده شده

یکی دیگر از کاربردهای تایترون در نوسان‌سازهای وقفه‌ای بود. از آنجا که ولتاژ روشن کردن صفحه بسیار بالاتر از ولتاژ خاموشی است، این لامپ پسماند از خود نشان می‌دهد و با داشتن یک خازن در دو سر آن، می‌تواند به عنوان یک نوسان‌ساز دندان‌اره‌ای عملکرد کند.
یک تریترون مینیاتوری، تریود 6D4، هنگامی که به عنوان یک دیود (شبکه وصل به کاتد) در یک میدان مغناطیسی عرضی عمل کند، استفاده دیگری را به عنوان منبع نویز قوی پیدا می‌کرد.

## یادداشت
1. ↑  Turner, L. W., ed. (1976). Electronics Engineer's Reference Book (4th ed.). London: Newnes-Butterworth. pp. 7-177 and 7-180. ISBN 0-408-00168-2.
2. ↑  "Archived copy" (PDF). Archived from the original (PDF) on 2012-09-05. Retrieved 2014-01-28.{{cite web}}:  نگهداری یادکرد:عنوان آرشیو به جای عنوان (link)
3. ↑  Gottlieb, Irving (1997). Practical Oscillator Handbook. Elsevier. pp. 69–73. ISBN 0-08-053938-6.
4. ↑  "6D4 Miniature triode thyratron data sheet" (PDF). Sylvania. Archived from the original (PDF) on 18 اكتبر 2021. Retrieved 25 May 2013. {{cite web}}: Check date values in: |archive-date= (help)